# Прва лига Литваније у фудбалу
Прва лига Литваније је полу-професионална лига фудбалско такмичење у Литванији. Лига је настала 1991, после распада Совјетског Савеза. Њом управља Фудбалски савез Литваније.

## Састав лиге у сезони 2019.
| Клуб                                                  | Насеље    | Лиценца |
| ----------------------------------------------------- | --------- | ------- |
| ФК Банга (FK Banga)                                   | Гаргждај  |         |
| ФК Невежис (FK Nevėžis)                               | Кедајњај  |         |
| ФК Пакруојис (FC Pakruojis)                           | Пакруојис |         |
| ФК Джјугас (FC Džiugas)                               | Телшјај   |         |
| Жалгирис Б (Žalgiris B)                               | Вилњус    |         |
| Стумбрас Б (Stumbras B)                               | Каунас    |         |
| Риҭерjaj Б (Riteriai B)                               | Вилњус    |         |
|                                                       |           |         |
| Балтијос Футбoло Аќадемиja Baltijos Futbolo Akademija | Вилњус    |         |
| ФК Минија (2017) (FK Minija (2017))                   | Кретинга  |         |
| ДФК Дајнава (DFK Dainava)                             | Алитус    |         |
| ФК Вилњaус Витис (FC Vilniaus Vytis)                  | Вилњус    |         |
| ФК Хегелманн Литaуeн (FC Hegelmann Litauen)           | Вилњус    |         |
| ФК Атмосфера (2012) (FK Atmosfera (2012))             | Мажејкјај |         |
|                                                       |           |         |
| ФA Шјауљај (FA Šiauliai)                              | Шјауљај   |         |
| ФК Купишкис (FC Kupiškis)                             | Купишкис  |         |
| ФК Јонава (FK Jonava)                                 | Јонава    |         |

  Одобрена лиценца за лигу;
  Лиценца прве лиге (након специјализације);
  Учесник прве лиге без лиценце;